# ダーレク収容所
「ダーレク収容所」（ダーレクしゅうようじょ、原題: Asylum of the Daleks）は、イギリスのSFドラマ『ドクター・フー』の第7シリーズ第1話。エグゼクティブ・プロデューサーのスティーヴン・モファットが脚本、ニック・ハランが監督を担当し、2012年9月1日に BBC One で初放送された。
本作は異星人のタイムトラベラー11代目ドクター（演:マット・スミス）がダーレクに捕獲され、地球で離婚寸前に陥っていたエイミー・ポンド（演:カレン・ギラン）とローリー・ウィリアムズ（演:アーサー・ダーヴィル）も共に囚われの身となる。精神の破綻したダーレクが追放されているダーレク収容惑星に彼らは送られ、収容されたダーレクが惑星を脱走する前に収容所を爆破しろという命令を受ける。惑星には1年前に墜落してそれ以降ダーレクに囚われているオズウィン・オズワルド（演:ジェナ・ルイーズ・コールマン）がおり、ドクターは彼女からの助力を受ける。
「ダーレク収容所」には番組の50年の歴史を通した様々なダーレクが登場するほか、ダーレクの恐怖を再び創り上げる目的があった。コールマンは本作で『ドクター・フー』に初登場し、後に2012年クリスマススペシャル「スノーメン」にてコンパニオン役で再登場を果たす。彼女が新コンパニオンとしてキャスティングされたことは既に報道されており、出演はエピソードの放送まで一般大衆には伏せられていた。イギリスでの視聴者数は833万人を記録し、BBC iPlayer と国際放送で民衆の興味を惹いた。エイミーとローリーの破局状態に疑問を呈する声もあったが、批評家の反応は肯定的であった。

## プロット

### 前日譚
2012年9月1日にiTunes、2012年9月2日にZuneとAmazonプライム・ビデオで前日譚が公開された。前日譚では、フードを被った伝令者が11代目ドクターに接近し、ダーラ・ヴォン・カールセン（演:アナマリア・マリンカ）という女性が娘の救助を求めていると告げ、ダーレクの故郷の惑星スカロの時空間座標を提示する。
これに加え、本作の前日譚となる五部作のミニシリーズ Pond Life も「ダーレク収容所」の週まで放送されていた。この五部作がエイミーとローリーの分裂にヒントを与えている。

### 連続性
本作には以前ドクターと戦ったダーレクが登場しており、彼らはスピリドン（Planet of the Daleks 1973年)、ケンベル（The Daleks' Master Plan 1965–66年)、エクシリオン（Death to the Daleks 1974年）、アリディウス（The Chase 1965年)、バルカン(The Power of the Daleks 1966年）での戦いの生き残りである。Remembrance of the Daleks のスペシャル・ウェポン・ダーレクもカメオ出演している。冒頭ではダーラが「ドクターからの招待状」と「ドクター最後の日」でドクターが自らの死を偽装したことに触れている。ダーレクのナノクラウドに使用されている微粒子ロボットのナノジーンというコンセプトは、同じくモファットが執筆した二部作「空っぽの少年」「ドクターは踊る」で登場した。終盤のダーレク国会でドクターが言及した「嵐を呼ぶ男」（英語版では "The Oncoming Storm"）はテレビエピソードでは「わかれ道」（2005年）で初めて言及されたものである。ダーレクによる最後の問いかけである「ドクター誰？」（"Doctor who?"）は番組のタイトルそのものであり、「ドクター最後の日」の終わりでドリウムがドクターに聞いた"決して答えてはいけない問いかけ"である。

## 製作

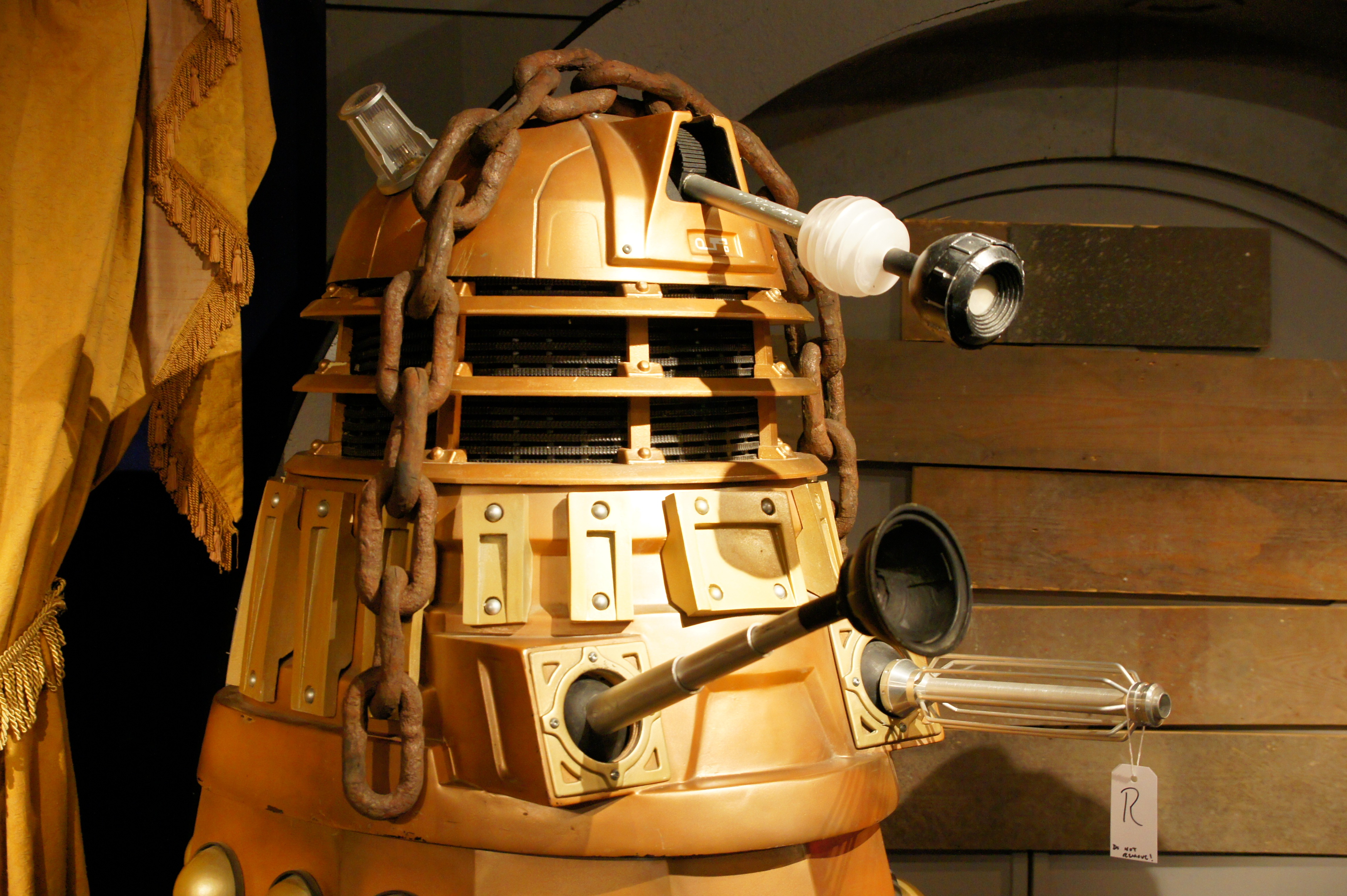
最奥部で待っていたダーレク

ダーレクが頻繁に登場していて"宇宙で最も確実に倒すことのできる敵"になっていたと感じたエグゼクティブ・プロデューサーのスティーヴン・モファットは、ダーレクを休ませるつもりであると2011年に発表した。ダーレクは怖ろしい存在として記憶されていたが、彼らはイギリスの象徴と化して歳月を経て"可愛い"存在になってしまい、彼らの真の脅威が忘れられてしまった、とモファットは考えた。彼は「ダーレク収容所」でダーレクを再び怖ろしい存在にすること、視聴者にダーレクの意図を思い出させることを計画し、そのための最善の策はダーレクを普段よりも狂気的に見せることであると考えた。カレン・ギランは本作の製作以前にダーレクを怖いと感じたことがなかったと認めた。本作はモファットが執筆した最初のダーレクの物語でもあり、彼は機会に抗うことはできなかったと主張した。
ジェナ・ルイーズ・コールマンが次のコンパニオンとしてカレン・ギランとアーサー・ダーヴィルの後を継いで2012年クリスマススペシャルから登場することが2012年3月に発表された。彼女をオズウィンとして「ダーレク収容所」に登場させることはモファットのアイディアであり、これは元々予定されておらず、コールマンもどのキャラクターが自分に合っているかを確認するためのオーディションの一環だと最初は思っていた。彼は彼女の出演を秘密にしておき、リークしなかった報道とファンに感謝した。コールマンのシーンは閉鎖的なセットで6日間かけて撮影され、彼女の向き合う画面にはグリーンスクリーンが使用された。後に彼女の演じるキャラクターがオズウィンと同一人物かはこの時点で確定しておらず、「スノーメン」での登場で繋がりのあることが明白になった。コールマンは、自分の演じるキャラクターの謎に得があるだろうと信頼感を抱き、キャラクターのそれぞれのバージョンを演じていた。
「ダーレク収容所」は第6シリーズで「無情に流れる時間」や「閉ざされたホテル」の監督を担当したニック・ハランが監督を務めた。彼は第7シリーズでは後に「マンハッタン占領」にも携わることとなる。「ダーレク収容所」には1988年の Remembrance of the Daleks に登場したスペシャル・ウェポン・ダーレクをはじめとする様々なタイプのダーレクが登場する。デイリー・テレグラフによると、製作チームは現存する様々なダーレクのモデルを探し出し、カーディフ湾のスタジオに搬送した。これにはモファットの前に番組製作総指揮を務めていたラッセル・T・デイヴィスの所有するダーレクも含まれていた。エグゼクティブ・プロデューサーのキャロライン・スキナーはデイヴィスのことをよく知っており、彼にレプリカの貸し出しを依頼した。彼女はそれが神聖化されたことに感激したと主張した。異なるダーレクの合計は25に及び、1963年から2010年までのモデルが登場した。スキナーはダーレクの持つ歴史と真の魅力を感じたと述べた。モファットは異なるダーレクが一緒になっている光景がどのような見栄えになるか懸念していたが、実際にそれを見て満足し、ダーレクの多様性が彼らをロボットではなく一個の種たらしめているとコメントした。本作の小道具の大半はイチから製作された。収容惑星の雪のシーンは「情け無用の町」の製作中にスペインで撮影された。エピソード中で流れた音楽にはジョルジュ・ビゼーによるオペラ『カルメン』の『ハバネラ』があり、これは劇中の音楽として使用された。またルディメンタルの "Feel the Love" も登場した。タイトルシークエンスの『ドクター・フー』のロゴにはダーレクのテクスチャが使用されており、第7シリーズ前半はそれぞれのエピソードのオープニングでロゴが変更されることとなる。

## 放送と反応
「ダーレク収容所」は2012年8月14日に BFI Southbankで、8月23日から25日に MediaGuardian Edinburgh International Television Festival で、8月25日にニューヨークとトロントで試写会が行われた。9月1日にイギリスでは BBC One、アメリカではBBCアメリカ、カナダではスペースで初放送された。オーストラリアでは9月2日に ABC iView サービスでも配信され、9月8日にABC1で初放送された。9月13日にはニュージーランドのPrimeで放送された。日本では放送されていないが、2013年11月23日から『ドクター・フー』の第5シリーズから第7シリーズにかけての独占配信がHuluで順次開始され、「ダーレク収容所」は2014年に配信された。
イギリスでの当夜の視聴者数は640万人で新シーズンの第1話としては最低値であったが、視聴者の視聴パターンで『ドクター・フー』をリアルタイムで視聴している人は少なく、タイムシフト視聴者が多いことが示唆されている。最終合計値は833万人に達し、その週の BBC One の番組で第3位の地位に着いた。また、BBC iPlayer では放送日に第1位に踊り出し、220万再生を記録して9月全体の第1位にもなった。Appreciation Index は89を記録し、新シーズンの第1話としては『ドクター・フー』史上最高値であった。
BBCアメリカでの視聴者数は155万5000人に達し、その放送枠ではケーブルテレビ番組で最高位であり、BBCアメリカ史上最高値でもあった。18 - 49歳の年齢層での視聴率は0.6%であった。オーストラリアの ABC iView では7万5000再生され、カナダのスペースでの放送では62万人の視聴者を獲得した。スペースでの記録は『ドクター・フー』史上2番目であった。ニュージーランドのPrimeでは視聴者数17万17690人を記録し、その日Primeで放送された番組の中では最高値であり、『ドクター・フー』史上2番目の高記録であった。

### 批評家の反応
「ダーレク収容所」は批評家から肯定的にレビューされた。ガーディアン紙のダン・マーティンはモファットの脚本に優れたカーブと活発な会話が詰まっていると称賛し、ニック・ハランの演出も絶賛した。最近の二部作エピソードよりも多くのことがより掘り下げられているとも述べ、クラシックシリーズを思い出させながらダーレクの設定を拡張できる収容所を喜んだ。デイリー・テレグラフのギャヴィン・フラーは本作に5つ星を与え、「自信に溢れた幕開けだ」と表現し、収容所のデザインとコンセプトを強調した。特に彼はコールマンを絶賛し、本作のスターだと褒め称えた。同じくデイリー・テレグラフのマイケル・ホーガンは本作に星4つ半よりも僅かに高い評価を与え、コールマンと脚本の細部まで高評価した。
インデペンデント紙のニーラ・デブナスは、ダーレクの掘り下げを番組が継続したことと、より大人じみた雰囲気を高く評価し、主演3人の演技を絶賛した。ラジオ・タイムズのパトリック・マルケーンは「40年以上に亘る『ドクター・フー』ファンとしての自身の全ての要件を満たす」と述べ、「クレバーで、素早く、面白く、不気味で、涙を誘う」と表現した。SFXのニック・セッチフィールドは本作に5つ星を与え、「強力で映画的なマインドのシリーズオープナーだ」と語り、ダーレクの恐怖を演出することに成功したと述べた。また、彼はコールマンのデビューとマット・スミスの演技、特殊効果、エイミーとローリーの感動的なサブプロットを絶賛した。io9のチャーリー・ジェーン・アンダーズはプロットについて「ほとんどがドクターとダーレクの現在進行中の関係を掘り下げるため、そしてそれがどれだけ悲しいものになったかを示すための口実に過ぎない」と批評した。アンダースとマルケーンの両名は、卵(egg)と"抹殺セヨ"(exterminate)の掛詞が文学的装置として巧妙に作用していたと指摘した。
デジタル・スパイのモーガン・ジェフェリーも本作に星5つを与えたが、エイミーとローリーが破局したことについては「センシティブに扱われている」「巧みに演じられている」と評価しつつも、すぐに解決したためやや受け入れがたいと感じていた。The A.V. Club のケイス・フィップスは「ダーレク収容所」をB+と評価し、ポンドの結婚問題に何の前触れもなかったことに不満を口にしたが、最終的には「何が起こってもおかしくないという感覚を生み出しながらシーズンを素晴らしいスタートに導く」という感想に落ち着いた。IGNのマット・リズレイは本作を10点満点で8.5点と評価し、「ダーレクについての物語というよりもたまたまダーレクが混ざっただけの冒険」に感じられたことが唯一の欠点であると指摘した。ハフィントン・ポストのモーリン・ライアンは「今シーズンの素晴らしいスタートだ」と評価し、「ダーレクの勝利」からダーレクを弁済したとコメントした。彼女はエイミーとローリーの感情的な対立を演じるギランとダーブィルの演技を称賛しつつ、不妊を原因に破局するカップルはいないと指摘した。
本作は「マンハッタン占領」と「スノーメン」と共に2013年ヒューゴー賞映像部門短編部門にノミネートされた。

## ホームメディア
日本語版DVDは2015年2月6日に『ドクター・フー ニュー・ジェネレーション DVD-BOX 2』に同梱されて発売された。